# Fundación Juan Muñiz Zapico
La Fundación Juan Muñiz Zapico es una fundación cultural creada en 1990 a iniciativa del sindicato español Comisiones Obreras de Asturias. Su fin principal es preservar la memoria del movimiento obrero y difundir la cultura del sindicalismo. Lleva el nombre de Juan Muñiz Zapico, dirigente de Comisiones Obreras, fallecido en accidente de tráfico en 1977.